# Tam Thuấn
Tam Thuấn là một xã thuộc huyện Phúc Thọ, thành phố Hà Nội, Việt Nam.

## Địa lý
Xã nằm về phía hữu ngạn (tức bờ Tây) sông Đáy, tiếp giáp các xã cùng huyện sau: Thanh Đa ở phía Bắc, Ngọc Tảo ở phía Tây, Tam Hiệp ở phía Tây Nam, Hiệp Thuận ở phía Đông Nam. Phía Đông và phía Đông Bắc, xã lần lượt tiếp giáp các xã của huyện Đan Phượng là: Đồng Tháp và Phương Đình. Ranh giới phía Nam của Tam Thuấn với xã Hiệp Thuận là đường quốc lộ 32.
Hiện nay Tam Thuấn gồm 4 thôn: Thôn Ngoại, Thôn Nội, Thôn Trung, Thôn Táo. 

## Lịch sử
Nguyên xưa, xã bắt nguồn từ một làng gọi là Thuấn Nhuế, tục gọi là kẻ Thón, cùng thờ một vị thành hoàng. Vào đầu thế kỷ 19, làng phát triển thành xã Thuấn Nhuế, thuộc tổng Thượng Hiệp huyện Đan Phượng phủ Quốc Oai trấn Sơn Tây. Do xã gồm 3 thôn: Nội, Ngoại, Trung, bắt đầu bằng chữ Thuấn, do đó mà có tên Tam Thuấn.
Về sau do biến động hành chính trong các thời kỳ của nhà Nguyễn (thành lập các tỉnh Hà Nội và Sơn Tây, rồi thời Pháp thuộc), đến thế kỷ 20, Tam Thuấn thuộc huyện Phúc Thọ tỉnh Sơn Tây (sau là tỉnh Hà Tây, tỉnh Hà Sơn Bình, rồi Thành phố Hà Nội, rồi lại thuộc Hà Tây). Đến năm 2008, Tam Thuấn cùng huyện Phúc Thọ và cả tỉnh Hà Tây được sáp nhập về Hà Nội.